# Ранко Кривокапић
Ранко Кривокапић (Котор, 17. август 1961) црногорски је политичар и правник. Он је бивши предсједник Скупштине Црне Горе, бивши министра спољних послова у Влади Црне Горе и бивши предсједник Социјалдемократске партије Црне Горе.

## Биографија
Магистарски испит је положио на Правном факултету у Београду из области међународни односи. Студијски је боравио у САД и УК.
Политички ангажман је започео крајем осамдесетих. Године 1990. изабран је за члана Предсједништва Реформских снага за Црну Гору. Оснивач је и дугогодишњи предсједник Социјалдемократске партије.
Предсједник посланичке групе СДП-а у Скупштини Републике Црне Горе од 1998. до 2003. године. Биран за посланика у седам сазива Скупштине Републике Црне Горе, први пут 1989. године, као и Скупштине СРЈ од 1993. до 1997. године и Скупштине Државне заједнице СЦГ од 2003. до 2006. године.
Први пут је за предсједника Скупштине Црне Горе изабран 2003. године. Након референдума о државноправном статусу и побједе на изборима коалиције За европску Црну Гору, октобра 2006. године изабран за предсједника Уставотворне скупштине Републике Црне Горе и предсједника Уставног одбора Уставотворне скупштине Републике Црне Горе. Други пут на исту функцију је изабран 22. октобра 2007. године, а трећи пут 6. маја 2009.
Указивао је да ће његова странка престати да даје подршку парламентарној већини уколико се српски језик буде учио као обавезан предмет у школама. Инсистирао је на употреби новокреираних слова Ś и Ź, што је пракса коју је наредни предсједник Скупштине прекинуо.
Смијењен је са мјеста предсједника скупштине већином гласова 18. маја 2016.
Као министар спољних послова Црне Горе, открио је спомен-плочу посвећену заточеним у логору Морињ (у Црној Гори), на којој се говори о великосрпској агресији на Хрватску. Поводом такве формулације званични Београд је упутио демарш. Наредни министар одбране Драган Краповић демантовао поруку натписа на плочи и истакао да је у питању био чин министра Кривокапића учињен мимо договора у оквиру владе.
Фонд ПИО је након вођења другостепеног поступка у августу 2021. укинуо рјешење о Кривокапићевом пензионисању уз захјтев да врати осам примљених пензија од по 1.934 евра, скоро 16 хиљада евра, на конто погрешне калкулације пензије.
Крајем октобра 2022. у Скупштини Црне Горе смијењен је са мјеста министра у влади Дритана Абазовића.

## Ставови
За вријеме његових мандата ћирилица је маргинализована као писмо у Црној Гори, уведена су два новоизмишљена слова, сви традиционални симболи црне Горе попут бијелог двоглавог орла су замјењени новим симболима.
Изразити је противник осмовјековне канонске Српске православне цркве коју назива „Црквом Србије”, због чега је био критикован од стране митрополита Амфилохија.
Залагао се да се манаситр Острог врати држави Црној Гори.
За вријеме његовог мандата у МСП, уклоњен је званични портрет премијера и министра спољних послова Андрије Радовића. Умјесто фотографије стављен је натпис „организатор Подгоричке Скупштине и насилне анексије Црне Горе”.
Подржавао је увођење санкција Русији. Поводом могућег доласка министра спољних послова Руске федерације Сергеја Лаврова, коме није био дозвољен прелет преко територија држава НАТО, он је коментарисао да је могао доћи возом. Русија му је забранила улаз у земљу.

## Приватни живот
Отац је двоје дјеце.